# North American F-107
Die North American F-107 war ein für die US Air Force (USAF) Mitte der 1950er-Jahre entwickelter Jagdbomber, der aber nicht in Serie ging. Die F-107, inoffiziell auch Ultra Sabre genannt, gehörte zu der sogenannten Century-Reihe (F-100 bis F-110).

## Entwicklungsgeschichte

### F-100B
Mitte 1953 begann North American Aviation die Entwicklungsarbeit an einer verbesserten Version ihres neuen Jägers F-100A Super Sabre, der F-100B. Das intern als NA-212 bezeichnete Modell sollte sowohl als Allwetter- und Nachtjäger als auch als Jagdbomber mit doppelter Schallgeschwindigkeit eingesetzt werden können. Die US-Luftwaffe interessierte sich mehr für einen fortschrittlichen Jagdbomber und erteilte so am 11. Juni 1954 einen Auftrag über 33 F-100B. Daraufhin verfolgte North American die ebenfalls geplante Abfangjäger-Variante (F-100BI) nicht länger. Parallel dazu entwickelte der Hersteller aber auch seine F-100 weiter; in die nächste Version F-100C flossen auch Erkenntnisse aus der Jagdbomber-Konstruktion ein.

### F-107A
Da das Ausgangsmodell für den neuen Entwurf erheblich modifiziert werden musste, vergab die USAF im Juli 1954 die neue Bezeichnung F-107. Auffälligstes Merkmal des F-107-Entwurfs war der Triebwerkslufteinlass oberhalb des Rumpfes hinter dem Cockpit. Ungewöhnlich waren auch die im Ganzen bewegliche Seitenflosse und Spoiler zur Steuerung um die Längsachse. Die F-107 verfügte auf der rechten Vorderrumpfseite über eine ausklappbare Ram-Air-Turbine, auf der linken Rumpfvorderseite befand sich eine ausklappbare Luftbetankungssonde. Die F-107 verfügte über einen vorderen Rumpftank mit 560 Gallonen, einen hinteren Rumpftank mit 378 Gallonen und je einen integralen Flügeltank mit 262 Gallonen Fassungsvermögen. Unter dem Heck befand sich ein hydraulisch ausfahrbarer Heckstoßdämpfer. Die F-107 war mit einem Bremsschirm sowie je einer großen Bremsklappe auf beiden Seiten des Hinterrumpfes ausgerüstet. Im August 1954 reduzierte die Luftwaffe ihre Bestellung auf drei Prototypen und neun weitere Testflugzeuge. Die offizielle USAF-Bezeichnung für sie lautete F-107A, so waren auch die Prototypen beschriftet. Trotzdem ist in vielen Veröffentlichungen nur die Bezeichnung YF-107A zu finden.
Der Erstflug des ersten Prototyps mit der Registrierung 55-5118 erfolgte am 10. September 1956 auf der Edwards Air Force Base. Die zweite Maschine (55-5119) flog am 28. November 1956 erstmals. Sie war für das Testen des Waffensystems vorgesehen und daher als einzige mit vier 20-mm-Kanonen (M39) ausgerüstet. Am 20. Dezember hob schließlich der dritte Prototyp zum ersten Mal ab, mit ihm sollten insbesondere die verstellbaren Seitenwände des Lufteinlasses erprobt werden, um einen für jede Geschwindigkeit optimalen Luftstrom zu erzielen.

### Programmstopp
Seit Mitte 1956 war die inoffiziell auch Ultra Sabre genannte F-107 als Konkurrenz zur Republic F-105 Thunderchief im Gespräch, die unter teilweise erheblichen Entwicklungs- und Produktionsproblemen litt. Trotzdem hielt die US-Luftwaffe an der F-105 fest, weil sie eher verfügbar sein würde. So wurde das F-107-Programm im März 1957 gestoppt.
Die Prototypen Nummer 1 und 3 gingen an das Dryden Flight Research Center des National Advisory Committee for Aeronautics (NACA) (später NASA) und wurden von November 1957 bis September 1959 für Aerodynamik-Tests verwendet. Ein zweiter Schwerpunkt waren Versuche mit Sidestick-Steuerung, um sie in der North American X-15 anwenden zu können. Am 1. September 1959 beschädigte ein Startabbruch mit anschließendem Feuer das dritte Flugzeug so schwer, dass sich die Reparatur nicht lohnte und es verschrottet wurde. Prototyp Nummer 1 wechselte von der NASA zum Pima Air Museum in Tucson, Arizona. Die zweite gebaute Maschine blieb bei der US Air Force und kann heute im USAF-Museum auf der Wright-Patterson Air Force Base besichtigt werden. Es war auch eine Trainingsversion der F-107 geplant, mit der Bezeichnung TF-107. Der Rumpf vor dem Cockpit wäre verlängert worden (Vergleichbar wie bei den Northrop F-5), beide Cockpits wären durch eine einzige große Kabinenhaube gedeckt worden.

### Bewaffnung
Die F-107 war mit vier M-39-Bordkanonen ausgerüstet. Alternativ wurde auch die Ausrüstung mit zwei Vulcan-Bordkanonen M-61 A-1 vorgeschlagen. Unter jeder Tragfläche waren zwei Waffenpylone angebracht. An diesen konnten Zusatztanks (innere Stationen 275 Gallonen/1041 Liter, äußere Stationen 200 Gallonen/757 Liter), Behälter mit ungelenkten Raketen oder Freifallbomben angebracht werden. Eine Besonderheit stellt die Rumpfwaffenhalterung dar. Diese befindet sich in einer halbrunden Ausbuchtung unter dem Mittelrumpf. Ein konventioneller runder Zusatztank mit 500-Galonen (1893 Liter) befindet sich dann dort halbversenkt im Rumpf. Dazu gab es für die F-107 einen halbrunden Zusatztank; wenn dieser an der Rumpfstation montiert war, ergab sich durch seine abgeflachte Unterseite praktisch kein Luftwiderstand. Es war auch möglich, an dieser Mittelrumpfwaffenstation direkt eine konventionelle Freifallbombe aufzuhängen. Eine weitere Möglichkeit war, einen „versenkten“ 250-Gallonen-Satteltank zu montieren, der eine MK-28-Halterung für eine Freifallbombe trug. Bei dieser Kombination konnte der Satteltank jedoch nicht abgeworfen werden.

## Technische Daten
| Kenngröße               | Daten |
| ----------------------- | --- |
| Typ:                    | Jagdbomber |
| Länge:                  | 18,85 m |
| Flügelspannweite:       | 11,15 m |
| Flügelfläche:           | 35 m² |
| Flügelstreckung:        | 3,55 |

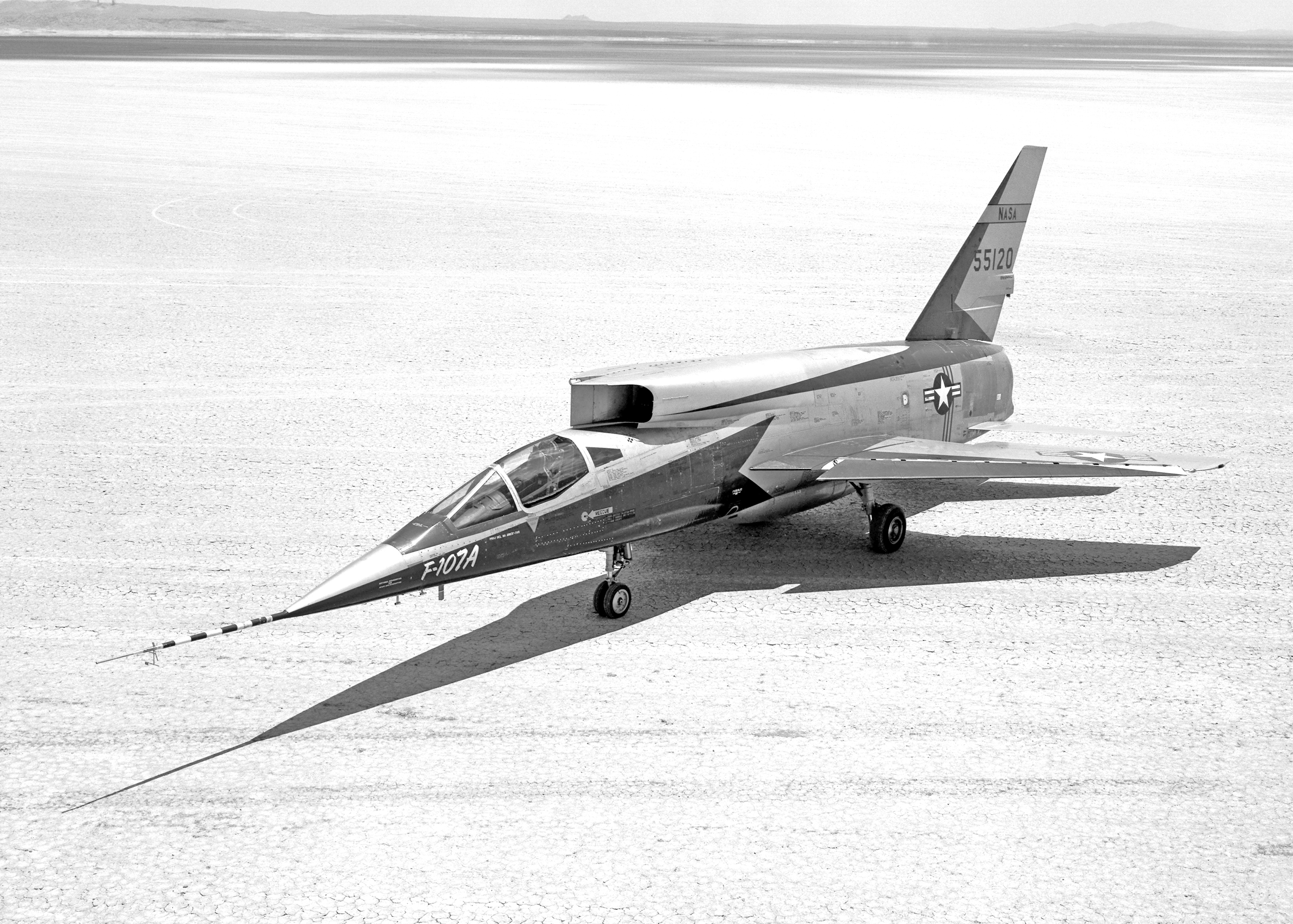
Der dritte und letzte Prototyp der F-107A

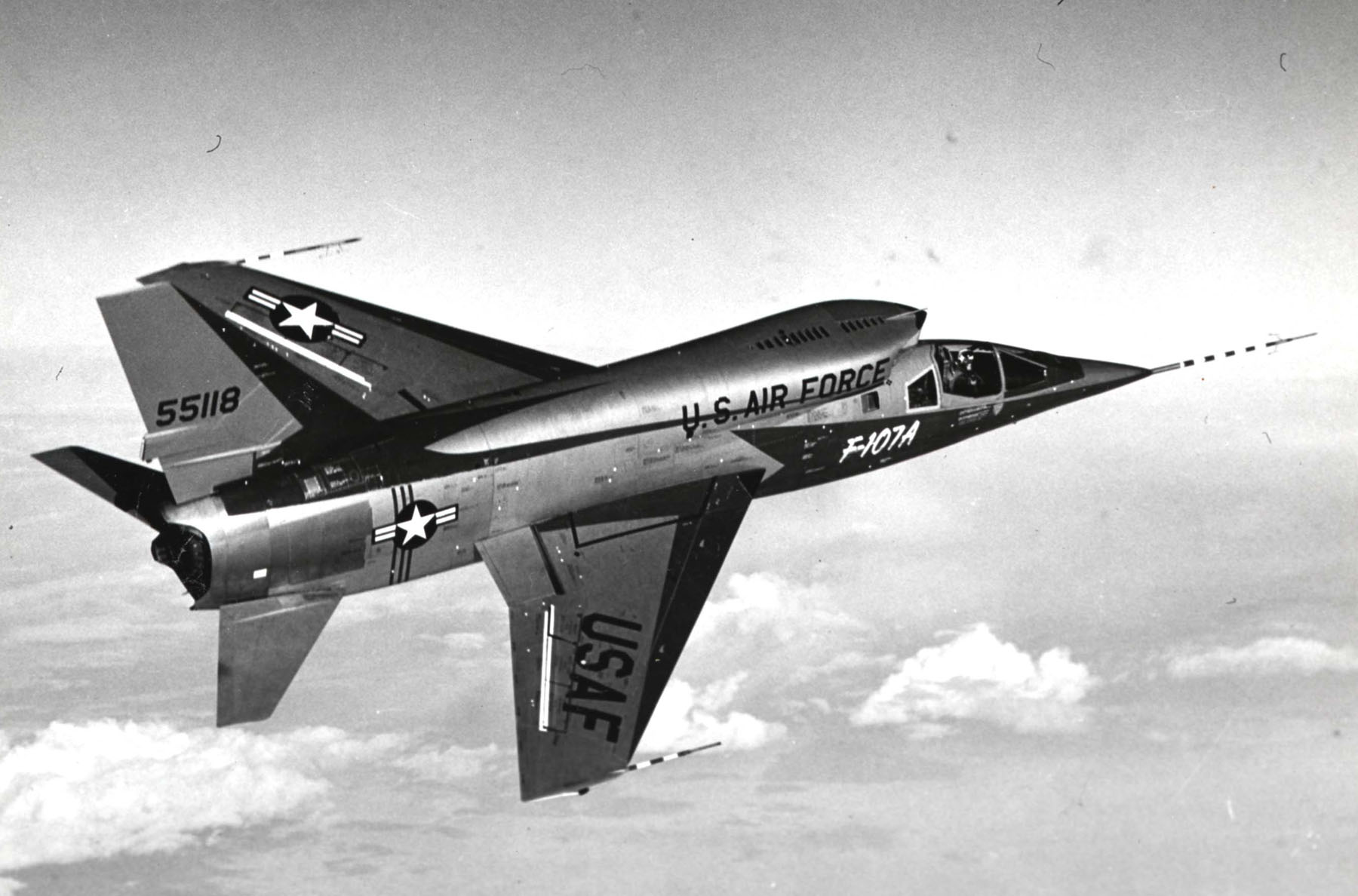
Die F-107A während eines Testfluges

| Tragflächenbelastung:   | - minimal (Leergewicht): 294 kg/m² - nominal (normales Startgewicht): 515 kg/m² - maximal (maximales Startgewicht): 538 kg/m² |
| Höhe:                   | 5,89 m |
| Leergewicht:            | 10.295 kg |
| Normales Startgewicht:  | 18.033 kg |
| Maximales Startgewicht: | 18.841 kg |
| Höchstgeschwindigkeit:  | Mach 2+ (mit Nachbrenner auf optimaler Höhe)                                                                                  |
| Dienstgipfelhöhe:       | 16.220 m |
| Steiggeschwindigkeit:   | 203 m/s |
| Überführungsreichweite: | 3.885 km |
| Triebwerk:              | ein Strahltriebwerk Pratt & Whitney J75-P-9 mit bis zu 109,02 kN Schub                                                        |
| Besatzung:              | 1 Pilot |
| Bewaffnung:             | bis zu 4.500 kg externe Waffenlast                                                                                            |